# كمال عبد العزيز
كمال عبد العزيز (1961 -) هو مدير تصوير سينمائي مصري. ومخرج أفلام تسجيلية والرئيس السابق للمركز القومي للسينما المصرية.

## حياته ونشأته
تخرج بدرجة البكالوريوس في التصوير من المعهد العالي للسينما عام 1984، ثم عمل كمصور وكمساعد مصور لعدة سنوات قبل أن يبدأ في العمل كمدير تصوير للمرة الأولى عام 1990 في فيلم (سوبر ماركت) من إخراج (محمد خان) الذي نال عنه جائزة أحسن تصوير من (جمعية الفيلم). 

## مسيرته
اشترك عبر مشواره في أكثر من 40 فيلم بين روائي وتسجيلي وقصير ورسومي في أفلام مصرية وعالمية. وأخرج العديد من الاعلانات والافلام التسجيلية والدعائية التي تعدي عددها الثلاثمائة، يذكر منها الفيديوكليبات لأغنيات: (سكة العاشقين) لمصطفى قمر، (عدى الهوى عدى) لحنان ماضي، (هنساك) لمحمد فؤاد، (في يوم واحد) للطيفة (غلطة) و(ياريتني) لهاني شاكر. وفي الأعمال التليفزيونية اشترك في: (فوازير فرح فرح - الدوائر المغلقة - اعتزال امرأة عاملة - القضية 51 - وجهه القمر). انضم أيضًا كعضو في عدد من لجان تحكيم المهرجانات السينمائية يذكر منها: مهرجان (أوروبا الشرق) للفيلم الوثائقي بأصيلة بالمغرب 2014، الأفلام القصيرة بالمركز الكاثوليكي المصري للسينما 2014، الافلام القصيرة مهرجان الإسكندرية 2013، مهرجان (بونا) السينمائي بالهند 2012، مهرجان قرطاج السينمائي 2012. وعمل كمصمم اضاءة لحفل افتتاح وختام مهرجان القاهرة السينمائي الدولي في 1994 و 2008. وهو أيضًا مؤسس وعميد أكاديمية (سينما جات) للسينما مع الجامعة البريطانية والمؤسسة في 2011. شغل كذلك منصب رئيس (مهرجان الإسماعيلية للأفلام التسجيلية والقصيرة)في الدورتين 16 و17 عاميّ 2013 و2014. كما ترأس الجهاز القومي للسينما بين عاميّ 2012 حتى 2014. خارج السينما المصرية عمل في أفلام تسجيلية غير مصرية يذكر منها الفيلم الأمريكى (Voice like Egypt) عن حياة (أم كلثوم) من إخراج (Michal Goldman)، والفيلم السويدى (Last stranger) من إخراج (Karin Westerland)، والفيلم الدانماركى (Anger & desire) من إخراج (Karin Westerland)، وفيلم (Invisible) من إخراج (Karin Westerland)، (وفيلم (تقارير موجزة عن السينما المصرية) من إخراج (مؤمن السميحي) من المغرب، وفيلم (Naser) من إخراج (Michal Goldman) في 2014 عن الرئيس الراحل (جمال عبد الناصر). كذلك عمل بالتدريس والقاء محاضرات بأكاديمية IAEMS بمدينة الانتاج الاعلامي و ولمادة الإضاءة والتصوير السينمائي والديجيتال سينما بالمعهد العالي للسينما بالقاهرة. وأخرج فيلمًا تسجيليًا بعنوان (حرق أوبرا القاهرة) عام 2011. من الجوائز التي حصل عليها خلال مشواره: جائزة أفضل فيلم تسجيلي من مهرجان الاسكندرية السينمائي الدولي عام 2012 عن فيلمه (حرق أوبرا القاهرة)، جائزة أحسن تصوير عن فيلم (يوم حار جدًا) من مهرجان الإسكندرية السينمائي في 1994، جائزة الأداء المتميز من مهرجان القاهرة السينمائي الدولي سنة 1991، وجائزة أحسن تصوير (جمعية الفيلم) عن فيلم «سوبر ماركت» سنة 1990م.